# L.A. Rush
LA. Rush, conocido como Rush en la versión de PlayStation Portable, es un videojuego de carreras de mundo abierto desarrollado por Midway Studios Newcastle y publicado por Midway Games, lanzado en Norteamérica para PlayStation 2 y Xbox (no compatible con Xbox 360) el 10 de octubre de 2005 y el 21 de octubre en Europa. Fue lanzado para Microsoft Windows el 4 de noviembre en Europa, y para PSP el 30 de octubre de 2006. Es la cuarta y última entrega de la serie Rush.
El juego originalmente estaba planeado para estar disponible en Gizmondo, pero fue cancelado el 6 de febrero de 2006, debido a la descontinuación de la consola. L.A. Rush cuenta con locutores de Orlando Jones, Bill Bellamy, André 3000 y Twista.

## Jugabilidad
El juego presenta un modo de exploración libre con mecánicas de carrera similares a las de Need for Speed: Underground 2. El mapa GPS puede tener un punto asignado a una determinada ubicación y luego el punto aparece en el minimapa durante el juego. También cuenta con dos tipos de misiones y dos modos de juego. Otras características incluyen 50 vehículos, 30 misiones de crucero diferentes (se puede jugar con otro jugador en la versión de PSP cuando se conecta a Wi-Fi), actualizaciones para automóviles (disponibles en varios fabricantes de primera línea y Aduanas de la Costa Oeste) y a  hip hop y  rock banda sonora de varios artistas, como Twista, Lil 'Kim, Skinny Puppy, J-Kwon y Rock 'n Roll Soldiers.
Hay dos modos en el juego; El modo Batalla (que se introdujo por primera vez en la versión doméstica de Rush 2049) permite a los jugadores enfrentarse entre sí en una carrera impulsada por potenciadores, mientras que el modo Stunt Arena (que apareció en todos los demás Rush de sobremesa) solo está disponible en la versión para PSP del juego, donde el jugador debe lanzar su auto por la rampa y volar por el aire realizando diferentes trucos. Para mantenerse al día con los puntos, el jugador debe aterrizar su automóvil de manera segura sobre las cuatro ruedas.
Aparte de dos modos, hay dos tipos de misiones disponibles; Las misiones de Reacquire involucran al jugador que recupera los autos que han sido recuperados de la historia y los lleva de regreso al garaje con un daño mínimo, mientras evita los vehículos enemigos que intentan embestir al jugador. Las misiones de Retribución implican daños a la propiedad en los que el jugador tiene la tarea de destruir varias cosas que pertenecen a Lidell de diferentes maneras, como romper sus vallas publicitarias, destruir una noria simplemente chocando contra ella, o incluso tomar el automóvil del enemigo y dejarlo ser aplastado por un tren.
En el juego se incluyen hasta 50 autos jugables, 30 de los cuales son autos con licencia, mientras que el resto son autos conceptuales Midway.

## Trama
El juego gira en torno a Trikz Lane (Luis Da Silva), un corredor callejero de renombre en la escena underground de Los Ángeles, que tiene un estilo de vida lujoso y una reputación considerable, siendo dueño de una mansión en  Beverly Hills y una gran colección de autos. Una noche, organiza una fiesta en su mansión, mientras es entrevistado por el periodista de la revista Rides, logra junto a su amigo, Ty Malix (Orlando Jones), el dúo le explica al periodista cómo se iniciaron en las carreras callejeras y ganaron su carrera. primeros diez mil dólares usando el coche de Trikz, que se conoce como el "kart", un Nissan 240SX (S14). Ty afirma más tarde que el coche aparecerá en la próxima portada de la revista Rides. Pronto, el equipo de West Coast Customs, Ryan Friedlinghaus, Quinton "Q" Dodson, Michael "Mad Mike" Martin y Dana "Big Dane" Florence se acercan y saludan al dúo. Luego, la tripulación le pregunta a Trikz sobre las modificaciones para su automóvil antes de dejarlo a él y a Ty para continuar la entrevista. Cuando el equipo se va, Trikz y Ty se encuentran más tarde con un promotor de carreras local, Lidell Rey (Bill Bellamy), que está organizando una serie importante de carreras callejeras en Los Ángeles, conocida como Lidell Rey Street Slam, y no le gusta mucho. Trikz. Trikz luego le dice a Lidell que para fines del verano, le dejaría pagar su nuevo lugar de vacaciones en Maui, Hawaii y tiene planes de robar a la novia de Lidell, Lana. Lidell intenta inclinar la balanza en su contra, diciéndole a Trikz que se avecinan cambios antes de que deje caer una cantidad de centavos de su sombrero al suelo y se vaya. Cuando el periodista le preguntó a Trikz por la preparación de las próximas carreras, Trikz les dijo que siempre estará preparado una vez que termine sus vacaciones en Saint Barthélemy durante dos semanas.
Dos semanas después, Trikz y Ty regresan a casa de sus vacaciones, solo para descubrir que su mansión ahora está en ruinas; todo el lugar está desierto sin nada dentro, faltan los autos que están guardados en el garaje. Lo único que queda es el 240SX de Trikz abandonado en el camino de entrada. Aunque queda completamente curioso por la mansión vacía, Trikz más tarde ve una grúa recuperando el Hummer H2 de Ty. El dúo intenta ponerse al día, pero no puede hacerlo. De repente, un automóvil se detiene frente a las puertas de entrada de la mansión y el conductor le entrega un papel a Trikz antes de que se vayan. Trikz se da cuenta de que su mansión ha sido robada por Lidell, Ty revela que Lidell usó sus conexiones para robar la mansión de Trikz y robar todos los autos mientras Trikz estaba de vacaciones. El dúo luego traza un plan para vengarse de Lidell participando en varias carreras callejeras mientras recupera los autos perdidos que se han escondido en Los Ángeles.

## Recepción
Muchos críticos han criticado el juego. Una crítica común es que la capacidad de personalizar automóviles no se realizó correctamente; los jugadores no pueden modificarlos por sí mismos, en cambio, el equipo de West Coast Customs actualiza automáticamente el automóvil. GamesRadar dice: "Lleva tu vehículo al garaje y lo equiparán con lo que les apetezca".
LA. Rush también ha sido criticado por no incluir todas las áreas de Los Ángeles; por ejemplo, se excluyó el Valle de San Fernando.
No todas las reacciones fueron negativas. El manejo realista en el juego fue bien recibido por algunos como comparable al manejo en Juiced y Need for Speed: Underground 2.

### Nominaciones
| Año  | Resultado | Premio           | Categoría/Recipiente(s)                |
| 2005 | Nominado  | Satellite Awards | Mejor juego de Deportes/Lucha/Carreras |